# Peristylus maculifer
Peristylus maculifer là một loài thực vật có hoa trong họ Lan. Loài này được (C.Schweinf.) Renz & Vodonaivalu mô tả khoa học đầu tiên năm 1989.